# Зурахов Владлен Якович
Владлен Якович Зурахов (нар. 19 травня 1930  — 1991) — український, радянський шахіст. Чемпіон України із шахів 1952 року.

## Життєпис
Владлен Зурахов за фахом інженер-хімік. Після закінчення Київського політехнічного інституту працював на Уралі в Краснотур'їнську. В 1957 році повернувся в Україну до Києва.
Багаторазовий учасник першостей України. Чемпіон України 1952 року.
Тричі брав участь в чемпіонатах РРФСР, зокрема: в 1954 році (3 місце), 1955 (4 місце), 1956 (5-9 місця).
Учасник фінального турніру чемпіонату СРСР 1956 року — 8½ очок з 17 можливих (9 місце) та чемпіонату СРСР 1967 року — 6½ очок з 13 можливих (64-68 місця).
Чемпіон Києва 1957 та 1959 років.
Чемпіон ДСТ «Авангард»  1959 року, у складі ДСТ «Авангард» — срібний призер командного чемпіонату СРСР 1961 року.

## Результати виступів у чемпіонатах України
Владлен Зурахов зіграв у 13-ти фінальних турнірах чемпіонатів України, набравши загалом 112 очок із 218 можливих (+63-57=98).
| Рік  | Місто | Турнір                 | + | −  | =  | Результат | Місце   |
| ---- | ----- | ---------------------- | - | -- | -- | --------- | ------- |
| 1949 | Одеса | 18-й чемпіонат України | 5 | 11 | 3  | 6½ з 19   | 15 — 16 |
| 1950 | Київ  | 19-й чемпіонат України | 7 | 7  | 3  | 8½ з 17   | 9 — 11  |
| 1951 | Київ  | 20-й чемпіонат України | 7 | 8  | 2  | 8 з 17    | 10      |
| 1952 | Київ  | 21-й чемпіонат України | 9 | 1  | 5  | 11½ з 15  | Gold    |
| 1957 | Київ  | 26-й чемпіонат України | 5 | 4  | 8  | 9 з 17    | 9       |
| 1958 | Київ  | 27-й чемпіонат України | 1 | 7  | 8  | 5 з 16    | 14      |
| 1959 | Київ  | 28-й чемпіонат України | 6 | 2  | 13 | 12½ з 21  | 6 — 8   |
| 1960 | Київ  | 29-й чемпіонат України | 3 | 4  | 10 | 8 з 17    | 8 — 10  |
| 1961 | Київ  | 30-й чемпіонат України | 5 | 3  | 7  | 8½ з 15   | 5 — 6   |
| 1962 | Київ  | 31-й чемпіонат України | 6 | 4  | 7  | 9½ з 17   | 7 — 8   |
| 1966 | Київ  | 35-й чемпіонат України | 1 | 2  | 14 | 8 з 17    | 10 — 11 |
| 1967 | Київ  | 36-й чемпіонат України | 4 | 0  | 9  | 8½ з 13   | 4 — 5   |
| 1970 | Київ  | 39-й чемпіонат України | 4 | 4  | 9  | 8½ з 17   | 11      |